# 梅迪耶舒奧里特鄉

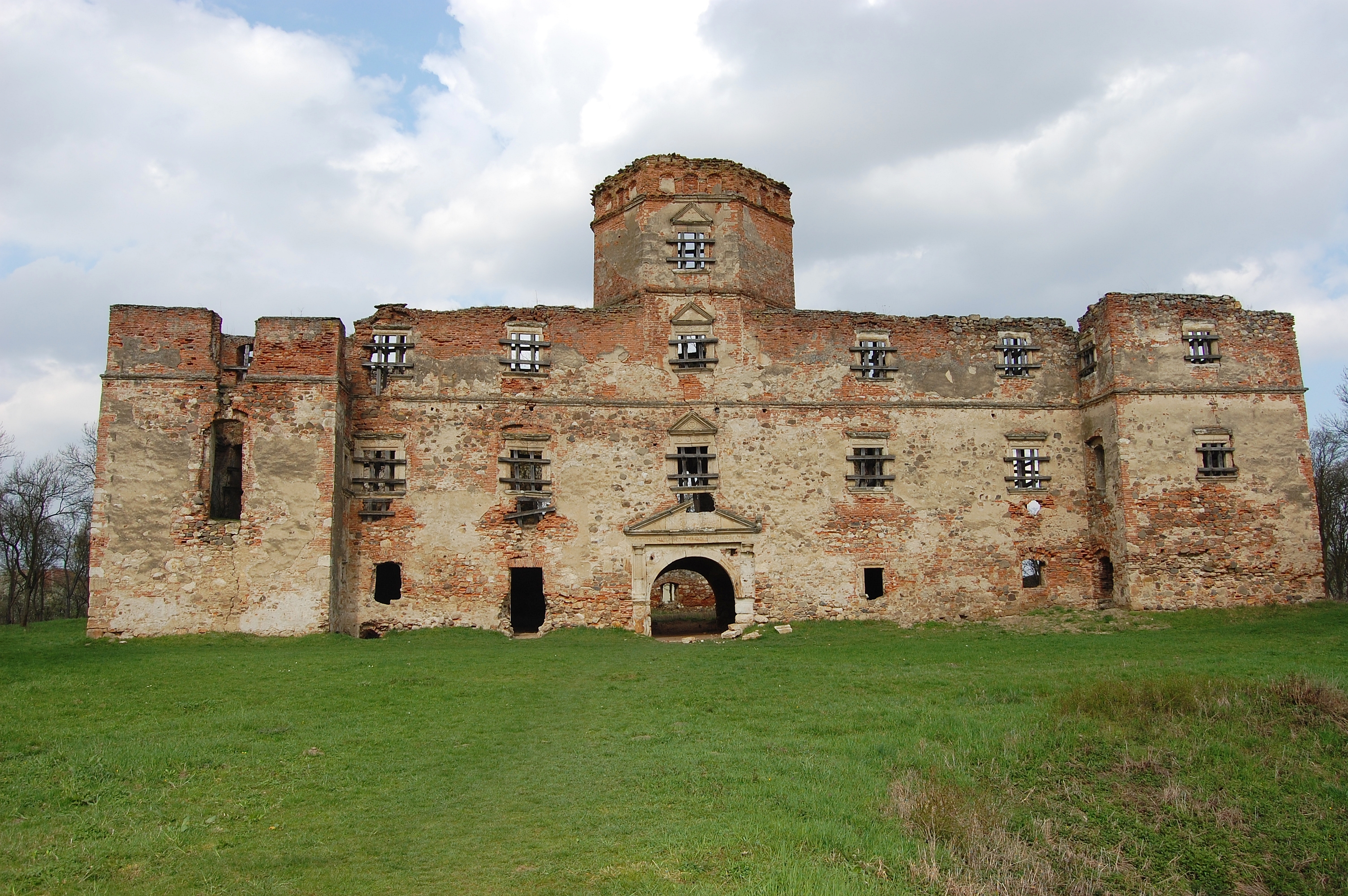

梅迪耶舒奧里特鄉是羅馬尼亞西北部薩圖馬雷縣的鄉份，面積103平方公里，海拔高度139米，2007年人口7,252，人口密度每平方公里70人。